# Pyrinia reflectaria
Pyrinia reflectaria là một loài bướm đêm trong họ Geometridae.